# 八角镇 (临潭县)
八角镇，是中华人民共和国甘肃省甘南藏族自治州临潭县下辖的一个乡镇级行政单位。
2017年3月15日，甘肃省民政厅批复同意撤销八角乡，设立八角镇。

## 行政区划
八角镇下辖以下地区：
庙花山村、中寨村、八角村、竹林村、茄羊村、牙扎村、八度村和牙卜山村。